# Richard Jefferson
Richard Allen Jefferson (Los Angeles, 21 giugno 1980) è un ex cestista statunitense, professionista nella NBA.

## Carriera
Il 27 giugno 2001 viene selezionato alla 13ª chiamata del Draft NBA 2001 dagli Houston Rockets che la sera stessa lo cedettero ai New Jersey Nets di cui vestirà i colori per tanti anni. Dopo aver militato per ben sette stagioni nelle file dei Nets e dopo aver difeso per una stagione i colori dei Milwaukee Bucks, il 23 giugno 2009 è stato acquisito dai San Antonio Spurs in cambio di Bruce Bowen, Kurt Thomas e Fabricio Oberto. Dopo tre stagioni in Texas, milita per una stagione tra le file dei Golden State Warriors, degli Utah Jazz e dei Dallas Mavericks.
Durante la free agency del 2015 decide di non esercitare l'opzione sul contratto che lo legava ai Dallas Mavericks. Il 5 agosto 2015 il GM dei Cleveland Cavaliers, David Griffin, annuncia la firma del veterano. Il 20 giugno 2016, subito dopo la conquista del titolo NBA con i Cleveland Cavaliers a danno dei Golden State Warriors (con una clamorosa rimonta da 1-3 a 4-3 da parte dei Cavs), annuncia il suo ritiro dalla pallacanestro, salvo poi ripensarci e firmare un contratto che lo legherà alla franchigia dell'Ohio per altre due stagioni. Tuttavia, dopo aver perso la possibilità di rivincere l'anello contro i Golden State Warriors, nell'ottobre 2017 viene ceduto insieme a Kay Felder e ai diritti su Dīmītrīs Agravanīs e su Serhij Hladyr agli Atlanta Hawks, da cui viene subito tagliato. Il 17 ottobre 2017, 3 giorni dopo essere stato tagliato dagli Hawks, si accorda tramite un contratto annuale con i Denver Nuggets.
Con la franchigia del Colorado gioca 20 partite e a fine anno non rinnova il proprio contratto.
Il 13 ottobre 2018 annuncia il suo ritiro dalla pallacanestro.

## Vita privata
Il 21 settembre 2018 suo padre è stato ucciso in una sparatoria a Compton.

## Statistiche
| † | Denota le stagioni in cui Jefferson ha vinto il titolo |

### College
| Anno      | Squadra          | PG | PT | MP   | TC%  | 3P%  | TL%  | RP  | AP  | PRP | SP  | PP   |
| --------- | ---------------- | -- | -- | ---- | ---- | ---- | ---- | --- | --- | --- | --- | ---- |
| 1998-1999 | Arizona Wildcats | 28 | 26 | 27,0 | 49,5 | 36,4 | 77,6 | 4,8 | 2,9 | 0,6 | 0,4 | 11,3 |
| 1999-2000 | Arizona Wildcats | 21 | 17 | 23,6 | 50,3 | 42,5 | 71,4 | 4,4 | 2,8 | 0,3 | 1,1 | 11,0 |
| 2000-2001 | Arizona Wildcats | 35 | 34 | 27,5 | 47,9 | 34,4 | 65,5 | 5,4 | 2,7 | 0,8 | 0,8 | 11,3 |
| Carriera  | Carriera         | 84 | 77 | 26,3 | 49,0 | 36,8 | 71,8 | 5,0 | 2,8 | 0,6 | 0,8 | 11,2 |

### NBA

#### Regular season
| Anno       | Squadra             | PG    | PT  | MP   | TC%  | 3P%  | TL%  | RP  | AP  | PRP | SP  | PP   |
| ---------- | ------------------- | ----- | --- | ---- | ---- | ---- | ---- | --- | --- | --- | --- | ---- |
| 2001-2002  | N.J. Nets           | 79    | 9   | 24,3 | 45,7 | 23,2 | 71,3 | 3,7 | 1,8 | 0,8 | 0,6 | 9,4  |
| 2002-2003  | N.J. Nets           | 80    | 80  | 36,0 | 50,1 | 25,0 | 74,3 | 6,4 | 2,5 | 1,0 | 0,6 | 15,5 |
| 2003-2004  | N.J. Nets           | 82    | 82  | 38,2 | 49,8 | 36,4 | 76,3 | 5,7 | 3,8 | 1,1 | 0,3 | 18,5 |
| 2004-2005  | N.J. Nets           | 33    | 33  | 41,1 | 42,2 | 33,7 | 84,4 | 7,3 | 4,0 | 1,0 | 0,5 | 22,2 |
| 2005-2006  | N.J. Nets           | 78    | 78  | 39,2 | 49,3 | 31,9 | 81,2 | 6,8 | 3,8 | 0,8 | 0,2 | 19,5 |
| 2006-2007  | N.J. Nets           | 55    | 53  | 35,6 | 45,6 | 35,9 | 73,3 | 4,4 | 2,7 | 0,6 | 0,1 | 16,3 |
| 2007-2008  | N.J. Nets           | 82    | 82  | 39,0 | 46,6 | 36,2 | 79,8 | 4,2 | 3,1 | 0,9 | 0,3 | 22,6 |
| 2008-2009  | Milwaukee Bucks     | 82    | 82  | 35,8 | 43,9 | 39,7 | 80,5 | 4,6 | 2,4 | 0,8 | 0,2 | 19,6 |
| 2009-2010  | San Antonio Spurs   | 81    | 70  | 31,1 | 46,7 | 31,6 | 73,5 | 4,4 | 2,0 | 0,6 | 0,5 | 12,3 |
| 2010-2011  | San Antonio Spurs   | 81    | 81  | 30,4 | 47,4 | 44,0 | 75,0 | 3,8 | 1,3 | 0,5 | 0,4 | 11,0 |
| 2011-2012  | San Antonio Spurs   | 41    | 41  | 28,5 | 41,4 | 42,1 | 70,0 | 3,5 | 1,3 | 0,6 | 0,3 | 9,2  |
| 2011-2012  | G.S. Warriors       | 22    | 3   | 26,4 | 42,0 | 41,8 | 68,6 | 3,5 | 1,5 | 0,5 | 0,3 | 9,0  |
| 2012-2013  | G.S. Warriors       | 56    | 1   | 10,1 | 45,6 | 31,1 | 71,7 | 1,5 | 0,6 | 0,3 | 0,1 | 3,1  |
| 2013-2014  | Utah Jazz           | 82    | 78  | 27,0 | 45,0 | 40,9 | 74,1 | 2,7 | 1,6 | 0,7 | 0,2 | 10,1 |
| 2014-2015  | Dallas Mavericks    | 74    | 18  | 16,8 | 44,4 | 42,6 | 68,4 | 2,5 | 0,8 | 0,4 | 0,1 | 5,8  |
| 2015-2016† | Cleveland Cavaliers | 74    | 5   | 17,9 | 45,8 | 38,2 | 66,7 | 1,8 | 0,8 | 0,4 | 0,2 | 5,5  |
| 2016-2017  | Cleveland Cavaliers | 79    | 13  | 20,4 | 44,6 | 33,3 | 74,1 | 2,6 | 1,0 | 0,3 | 0,1 | 5,7  |
| 2017-2018  | Denver Nuggets      | 20    | 0   | 8,2  | 44,4 | 28,6 | 57,1 | 0,9 | 0,8 | 0,1 | 0,1 | 1,5  |
| Carriera   | Carriera            | 1.181 | 809 | 29,0 | 46,4 | 37,6 | 76,8 | 4,0 | 2,0 | 0,7 | 0,3 | 12,6 |

#### Play-off
| Anno     | Squadra             | PG  | PT | MP   | TC%  | 3P%  | TL%  | RP  | AP  | PRP | SP  | PP   |
| -------- | ------------------- | --- | -- | ---- | ---- | ---- | ---- | --- | --- | --- | --- | ---- |
| 2002     | N.J. Nets           | 20  | 0  | 22,1 | 46,5 | 0,0  | 55,0 | 4,6 | 1,3 | 0,6 | 0,5 | 7,0  |
| 2003     | N.J. Nets           | 20  | 20 | 35,6 | 47,6 | 0,0  | 71,8 | 6,4 | 2,4 | 0,8 | 0,2 | 14,1 |
| 2004     | N.J. Nets           | 11  | 11 | 41,8 | 41,8 | 27,3 | 71,3 | 6,3 | 3,8 | 1,3 | 0,7 | 19,8 |
| 2005     | N.J. Nets           | 4   | 1  | 35,0 | 40,0 | 20,0 | 67,7 | 5,5 | 2,3 | 0,8 | 0,0 | 15,8 |
| 2006     | N.J. Nets           | 11  | 11 | 39,7 | 54,5 | 41,4 | 82,5 | 4,1 | 4,1 | 0,9 | 0,4 | 22,2 |
| 2007     | N.J. Nets           | 12  | 12 | 40,8 | 48,2 | 32,5 | 92,4 | 5,6 | 2,3 | 0,8 | 0,4 | 19,7 |
| 2010     | San Antonio Spurs   | 10  | 10 | 33,4 | 48,6 | 20,0 | 75,8 | 5,3 | 1,8 | 0,6 | 0,6 | 9,4  |
| 2011     | San Antonio Spurs   | 6   | 6  | 29,3 | 38,7 | 35,3 | 81,8 | 4,2 | 0,8 | 0,5 | 0,5 | 6,5  |
| 2013     | G.S. Warriors       | 7   | 0  | 5,6  | 44,4 | 66,7 | 33,3 | 1,0 | 0,1 | 0,1 | 0,1 | 1,9  |
| 2015     | Dallas Mavericks    | 4   | 2  | 12,8 | 35,7 | 37,5 | 100  | 0,5 | 0,3 | 0,5 | 0,0 | 3,8  |
| 2016†    | Cleveland Cavaliers | 20  | 2  | 17,8 | 53,8 | 39,3 | 75,0 | 3,3 | 0,7 | 0,5 | 0,1 | 5,6  |
| 2017     | Cleveland Cavaliers | 14  | 0  | 12,8 | 42,1 | 26,3 | 64,3 | 1,8 | 0,5 | 0,1 | 0,2 | 3,9  |
| Carriera | Carriera            | 140 | 75 | 27,4 | 47,3 | 32,5 | 73,1 | 4,3 | 1,7 | 0,6 | 0,3 | 10,8 |

## Palmarès

### Club

#### Competizioni nazionali
- Campionato NBA: 1

Cleveland Cavaliers: 2016

### Individuale
- McDonald's All American: 1

1998
- NBA All-Rookie Second Team : 1

2002